# Ja zuster, nee zuster (film)
Ja zuster, nee zuster is een Nederlandse film uit 2002 onder regie van Pieter Kramer, geschreven door Frank Houtappels, gebaseerd op het gelijknamige televisieprogramma uit 1967 van Annie M.G. Schmidt. Pieter Kramer en Frank Houtappels maakten eerder de toneelversie van Ja zuster, nee zuster bij ROTheater.
Net als in het toneelstuk speelde Loes Luca de hoofdrol. Paul R. Kooij speelt de Boze Buurman en er is een bijrol voor Paul de Leeuw; hij speelt Wouter, de eigenaar van kapsalon Mimosa. De film is losjes op de plots uit de televisieserie gebaseerd, en bevat eveneens een groot aantal van de oorspronkelijke liedjes. Als ode aan Hetty Blok gebruikte ook Luca een Gronings accent. Voor Hetty Blok zelf was een klein figurantenrolletje in de film weggelegd, dat in de eindmontage is gedecimeerd tot één enkel shot. Ze is een fractie van een seconde te zien als oud dametje in een groen mantelpakje op een bankje in de scène waarin het circus de straat in rijdt. (in de originele scène (verderop op de dvd) blijkt dat ze zelfs een regeltje tekst had, uiteraard weer met een Grunnegs accent).

## Verhaal
Net als in de serie uit de jaren 60 wonen Jet, Bobby, Bertus en de Ingenieur in het rusthuis van Zuster Klivia aan de Primulastraat. De boze buurman doet verwoede pogingen om middels verschillende rechtszaken de zuster en haar bewoners uit het huis naast hem te werken, dat hij aan hen verhuurt, omdat hij 's nachts geen oog meer dicht doet: een rusthuis vol herrie is het!

## Rolverdeling
- Zuster Klivia - Loes Luca
- Gerrit de Inbreker - Waldemar Torenstra
- De Ingenieur - Beppe Costa
- Boze Buurman Boordevol - Paul R. Kooij
- Jet, danseres - Tjitske Reidinga
- Bobby - Lennart Vader
- Wouter, dameskapper - Paul de Leeuw
- Bertus - Edo Brunner
- Lorre - Reinder van der Naalt
- Opa - Frits Lambrechts
- rechter - Olga Zuiderhoek
- choreograaf - Arjan Ederveen
- Griek Zorbo, eigenaar Wasomatiek - Pierre van Duijl
- oudere agent - Guus Dam
- jongere agent - Joep Onderdelinden
- oude dame op bank - Hetty Blok
- trudies - Raymonde de Kuyper, Trudie Lute en Trudy de Jong

De film is verschenen op dvd. Als extra zijn onder meer vijftien liedjes uit de oude zwart-wit televisieserie toegevoegd. Op de dvd staat ook een aantal extra scènes die uiteindelijk niet in de film terecht zijn gekomen. Een van deze scènes is een uitgebreidere versie van het circus in de straat, waarin Gerrit de inbreker de oorbellen steelt van het dametje, gespeeld door Hetty Blok. Blok spreekt met een Gronings accent: "Oh, circus, artiest'n, reiz'n. Wat zou ik daar graag bij will'n weez'n!"
Ook bevat de dvd een optie om tijdens de film de teksten van de liedjes in karaoke-vorm op het scherm te laten tonen, zodat je deze zelf kunt meezingen.